# Дитрих II фон Аре
Дитрих II фон Аре (на немски: Dietrich II von Ahr, Dirk van der Aare, Dietrich van der Aare; † 5 декември 1212 в Девентер, Нидерландия) е епископ на Утрехт (1197 – 1212).

## Биография
Той е син на граф Улрих фон Аре († 1197). Роднина е на Конрад фон Хохщаден, архиепископ на Кьолн (1238 – 1261).
Дитрих първо е пробст в Маастрихт и след смъртта на Дитрих I от Холандия през 1197 г. е избран за епископ на Утрехт.
До 1206 г. епископ Дитрих е верен на крал Ото IV, но отива на страната на противника му Филип Швабски. След смъртта на Филип през 1208 г. той отново се кълне в лоялност на Ото IV.
Следващият епископ през 1212 г. е Ото I фон Гелдерн.